# Leopolda Predaroli
Leopolda Predaroli (ur. 19 maja 1936 w Mediolanie) – włoska florecistka, brązowa medalistka mistrzostw świata.
Podczas mistrzostw świata w Rzymie w 1955 roku Włoszki w składzie: Irene Camber, Velleda Cesari, Bruna Colombetti, Vera Mantovani, Leopolda Predaroli i Silvia Strukel zdobyły brązowy medal w zawodach drużynowych. Był to jej jedyny medal wywalczony w zawodach tego cyklu.
Nigdy nie wzięła udziału w igrzyskach olimpijskich.